# Замок Талліс
Замок Талліс (англ. Tully's Castle, Clondalkin Castle, ірл. Caisleán Uí Mhaoltuile) — кашлен Ві Маолтуле, замок Туллі — один із замків Ірландії, розташований у графстві Дублін. Замок є національним пам'ятником історії в Клондалкін. Замок знаходиться на монастирській дорозі Клондалкін.

## Історія замку Талліс
Замок Талліс являє собою вузьку вежу, що побудована в XVI столітті. Крім вежі є житловий будинок на північно-західній стороні замку, побудований у XVII столітті. Є двоє дверей на південно-західній стороні. Всі віконні прорізи в башті вузькі, у вигляді бійниць, більшість з них заблоковані. Хоча зубці башти пошкоджені, ще належить довести, що вони були ірландського стилю. Існує ряд отворів водостоку на рівні даху. Вежі виглядають так, ніби вони були частиною великої башти будинку, де був гардероб та житло. Руїни замку в даний час складають частину саду стіни сучасного будинку. Цей замок є частиною системи замків, що були побудовані для захисту Пейла — англійської колонії в Ірландії від нападів ірландських кланів, у першу чергу кланів О'Тул та О'Бірн. Замок належав аристократичній родині Таллі (Туллі, Маолтуле) до кінця ХІХ століття.